# Тарасівка (Маловільшанська сільська громада)
Тара́сівка — село в Україні, у Маловільшанській сільській громаді Білоцерківського району Київської області. Населення становить 171 осіб.
У березні 2011 року село стало газифікованим.

## Населення

### Мова
Розподіл населення за рідною мовою за даними перепису 2001 року:
| Мова       | Кількість | Відсоток |
| ---------- | --------- | -------- |
| українська | 167       | 97.66%   |
| російська  | 4         | 2.34%    |
| Усього     | 171       | 100%     |